# Bodo Champignon
Bodo Champignon (* 29. Dezember 1941 in Dortmund) ist ein deutscher Politiker (SPD).

## Leben
Nach dem Besuch von Volks- und Berufsschule schloss Champignon 1959 seine kaufmännische Lehre mit der Kaufmannsgehilfenprüfung ab. Danach nahm er, unterbrochen von seinem Grundwehrdienst, verschiedene Sachbearbeiter- und Gruppenleitertätigkeiten wahr. Von 1978 bis 1981 war er Betriebsratsmitglied bei der Hoesch Hüttenwerke AG. Champignon ist seit 1969 Mitglied der SPD. Er war von 1980 bis 2005 Abgeordneter des Landtags von Nordrhein-Westfalen, in den er jeweils über ein Direktmandat (Wahlkreis Dortmund IV) einzog.
Champignon ist verheiratet und hat zwei Kinder.

## Ehrungen
- Champignon wurde 2006 mit dem Bundesverdienstkreuz I. Klasse ausgezeichnet.
- Die Marie-Juchacz-Plakette der Arbeiterwohlfahrt wurde ihm 2012 verliehen.
- Am 7. Dezember 2012 erhielt er den Verdienstorden des Landes Nordrhein-Westfalen.[1]